# Jack Coleman (baloncestista)
Jack L. Coleman (Burgin, Kentucky; 23 de mayo de 1924-ibidem; 11 de diciembre de 1998) fue un jugador de baloncesto estadounidense que disputó nueve temporadas de la NBA. Medía 2,01 metros de altura y jugaba en la posición de ala-pívot. Fue dos veces campeón de liga con dos equipos diferentes, los Rochester Royals y los St. Louis Hawks. En 1955 disputó su único All-Star.

## Trayectoria deportiva

### Universidad
Jugó durante cuatro temporadas con los Cardinals de la Universidad de Louisville, aunque su trayectoria se vio interrumpida a causa de ser llamado a filas en plena Segunda Guerra Mundial. A pesar de ello no desaprovechó ese periodo, ya que jugó con el entonces afamado equipo de la Estación Naval de los Grandes Lagos.
En sus dos últimas temporadas se convirtió en el líder de su equipo, ganando el primer título nacional para los Cardinals en su temporada junioe, el NAIB.

### Profesional
Fue elegido en la segunda ronda del Draft de la BAA de 1949, en el puesto 19, por Rochester Royals. Ya desde la primera temporada se hizo con un puesto de titular en el equipo, acabando el año con 8,7 puntos y 2,3 asistencias por partido. Su gran momento llegaría en la temporada siguiente, cuando colaboraría con 11,4 puntos y 8,7 rebotes por partido en la consecución de su primer anillo de campeón de la NBA, tras derrotar en las Finales a los New York Knickerbockers por 4 a 3.
Jugó durante cuatro temporadas más con los Royals, manteniendo unos promedios que casi siempre superaban los 10 puntos y 10 rebotes por partido. En su última temporada completa con el equipo fue seleccionado para jugar el All-Star Game, en el que consiguió 6 puntos y 6 rebotes. Mediada la temporada 1955-56 fue traspasado junto con su compañero el base Jack McMahon a los St. Louis Hawks. Al año siguiente llegaron a las Finales, donde se encontrarían con los Boston Celtics liderados por Bill Russell. Ambas franquicias llegaron al séptimo partido empatados a encuentros ganados, siendo en el decisivo de la serie en el que Russell realizaría la jugada que posteriormente se conocería como el famoso “Coleman Play”. Russell se encontraba en la línea de fondo de su propio campo cuando Coleman recibió un pase a media pista, llegando el pívot de los Celtics con la suficiente velocidad y potencia como para taponarle la a priori fácil bandeja que se preparaba a realizar el jugador de los Hawks. El tapón conservó el 103-102 para los Celtics en el marcador a falta de 40 segundos para el final del partido. El encuentro se decidió en la prórroga, donde los Celtics se impusieron por 125-123, ganando su primer anillo de campeón.
Pero los Hawks se tomarían la revancha al año siguiente, llegando nuevamente a las Finales ante los Celtics, derrotándolos por 4-2. Coleman colaboró con 7,6 puntos y 6,7 rebotes por partido. Al finalizar la temporada Coleman se retiró, tras 9 años en la liga. En sus 9 temporadas promedió 10,6 puntos y 9,2 rebotes por partido.

## Estadísticas de su carrera en la NBA
|  | Denota temporadas en las que ganó un campeonato de la NBA |

### Temporada regular
| Año      | Equipo    | PJ  | MPP  | TC%  | TL%  | RPP  | APP | PPP  |
| -------- | --------- | --- | ---- | ---- | ---- | ---- | --- | ---- |
| 1949–50  | Rochester | 68  | –    | .377 | .744 | –    | 2.3 | 8.7  |
| 1950–51  | Rochester | 67  | –    | .421 | .779 | 8.7  | 2.9 | 11.4 |
| 1951–52  | Rochester | 66  | 39.5 | .415 | .710 | 10.5 | 3.2 | 11.2 |
| 1952–53  | Rochester | 70  | 37.5 | .420 | .649 | 11.1 | 3.3 | 10.9 |
| 1953–54  | Rochester | 71  | 33.5 | .405 | .597 | 8.3  | 2.2 | 9.7  |
| 1954–55  | Rochester | 72  | 34.5 | .462 | .678 | 10.1 | 3.2 | 12.8 |
| 1955–56  | Rochester | 34  | 40.3 | .412 | .712 | 10.1 | 4.3 | 14.1 |
| 1955–56  | St. Louis | 41  | 33.4 | .412 | .710 | 8.4  | 3.6 | 11.7 |
| 1956–57  | St. Louis | 72  | 29.8 | .408 | .764 | 9.0  | 2.2 | 10.5 |
| 1957–58  | St. Louis | 72  | 20.9 | .413 | .641 | 6.7  | 1.6 | 7.6  |
| Total    | Total     | 633 | 33.1 | .416 | .695 | 9.2  | 2.8 | 10.6 |
| All-Star | All-Star  | 1   | 19.0 | .250 | .667 | 6.0  | 1.0 | 6.0  |

### Playoffs
| Año   | Equipo    | PJ | MPP  | TC%  | TL%   | RPP  | APP | PPP  |
| ----- | --------- | -- | ---- | ---- | ----- | ---- | --- | ---- |
| 1950  | Rochester | 2  | –    | .350 | 1.000 | –    | 2.0 | 7.5  |
| 1951  | Rochester | 14 | –    | .396 | .732  | 12.8 | 4.7 | 10.0 |
| 1952  | Rochester | 6  | 41.2 | .407 | .611  | 12.2 | 5.8 | 9.8  |
| 1953  | Rochester | 3  | 36.7 | .292 | .800  | 13.3 | 2.3 | 7.3  |
| 1954  | Rochester | 6  | 39.7 | .500 | .889  | 12.3 | 2.0 | 11.7 |
| 1955  | Rochester | 3  | 30.3 | .306 | .222  | 9.3  | 2.7 | 8.0  |
| 1956  | St. Louis | 8  | 41.4 | .393 | .629  | 9.9  | 4.0 | 13.8 |
| 1957  | St. Louis | 10 | 31.3 | .319 | .588  | 8.8  | 3.3 | 9.2  |
| 1958  | St. Louis | 11 | 22.1 | .427 | .575  | 5.5  | 1.7 | 9.0  |
| Total | Total     | 63 | 33.5 | .385 | .646  | 10.2 | 3.4 | 10.0 |